# Добропольский благочиннический округ
Добропольский благочиннический округ — часть Горловской и Славянской епархии Украинской православной церкви, объединяющая группу приходов на территории Добропольского района.
Благочинный — протоиерей Леонид Доценко.

## История
Первое оседлое население православного вероисповедания появилось, на территории нынешнего района в конце 17 века когда Добропольщина  вошла в состав Войска Запорожского.
Первый православный  храм добропольщины  был заложен 13 ноября 1781 года в слободе Райской ныне Шахово, Бахмутским протопопом Петром Расевским в этом же году был построен. Храм был деревянным во имя св великомученицы  Варвары. Первым священником был выходец с Польши  Аврам Лукянович.
В 1794 году в Святогоровке помещиком Святогором Штепенко был построен деревянный храм во имя Успения Божьей матери, 1813 на месте старого храма был построен новый.
В 1798 году помещик слободы Криворожье, Шидловский Евдоким Стефанович начал хлопотать о построении в своей слободе храма во имя Успения Божьей Матери. Для этого он заготовил строй материалы и выделил землю. В 1800 году церковь была заложена 1804 году строительство было окончено, храм был каменным.
В 1800 году в селе Золотой Колодец был построен Дмитриевский храм.
В 1856 (1824) году в селе Доброполье был построен свято Успенский храм.
В период советской власти большая часть храмов Добропольского района были уничтожены священство было репрессировано .На территории района действовали два храма, один в Золотом Колодце и  домовой храм в селе Святогоровка настоятелем с 1961 по 1996 год был отец Иоанн (Сапай).
После провозглашения независимости Украины на территории района остался один дореволюционный храм в селе Доброполье который находился в аварийном состоянии.
В 1990-х годах в Белозерке открыли первый православный храм в приспособленном помещении , Казанской иконы Божьей Матери.
В 1992 году в городе Доброполье открыли первый православный храм Амвросия Оптинского в помещении кинотеатра.
4 декабря 2009 года  епископ Горловский и Славянский Митрофан совершил чин закладки камня под строящийся деревянный храм во им. св. Троицы в районном центре, в октябре 2012 строительство было окончено.
В 2007 году в Доброполье заложили Покровский храм, 23 октября 2014  храм был освящен митрополитом Донецким и Мариупольским Иларионом и архиепископом Горловским и Славянским Митрофаном.

## Приходы
Добропольский округ объединяет 17 приходов, расположенных в Добропольском районе Донецкой области.
- Покровский храм Доброполье.
- Амвросиевский храм Доброполье.
- Храм иконы «Божией Матери Всех скорбящих Радость» Доброполье.
- Троицкий храм Доброполье.
- Казанский храм Доброполье.
- Храм мц. Александры Белицкое.
- Варваринский храм-часовня Белицкое.
- Введенский храм Водянское.
- Успенский храм Святогоровка.
- Благовещенский храм Светлое.
- Николаевский храм Криворожье.